# Triaenophora bucharica
Triaenophora bucharica är en snyltrotsväxtart som beskrevs av Boris Fedtjenko. Triaenophora bucharica ingår i släktet Triaenophora och familjen snyltrotsväxter. Inga underarter finns listade i Catalogue of Life.